# Museo Municipal de Palma del Río
El Museo Municipal de Palma del Río es, como su nombre indica, un museo de gestión y propiedad municipal ubicado en la ciudad de Palma del Río, en la provincia de Córdoba, España. 

## Historia y características
Creado el 28 de diciembre de 1989, desde 1995 está ubicado en el interior de las llamadas Caballerizas, siendo reformado en dos ocasiones (1995 y 2005). Los fondos proceden de la actividad llevada a cabo por el ayuntamiento desde 1980, así como de donaciones particulares. 
Dispone de cinco salas para la exposición permanente dedicada a la prehistoria, la Antigüedad, la Edad Media, los oficios antiguos y los fondos artísticos además una sala de exposiciones temporales y una sala de reuniones y aula didáctica. 